# Indiana Jones und der Turm von Babel
Indiana Jones und der Turm von Babel (Originaltitel: Indiana Jones and the Infernal Machine) Ⅰ ist ein Ende 1999 von THQ veröffentlichtes Action-Adventure in LucasArts’ Indiana-Jones-Reihe und außerdem das erste Indiana-Jones-Spiel in 3D. In ihm schlüpft der Spieler in die Rolle des Abenteurers Indiana Jones und versucht in insgesamt 16 Leveln, die auf mehreren Kontinenten spielen, hinter das Geheimnis um den Turm von Babel zu gelangen. Anders als die Vorgänger der Serie von LucasArts, bei denen es sich um Point-and-Click-Adventures handelte, orientiert sich Indiana Jones und der Turm von Babel am Prinzip der Tomb-Raider-Reihe, mit der es auch in der Fachpresse vergleichen wurde. Nachfolger des Spiels sind Indiana Jones und die Legende der Kaisergruft (2003) und Indiana Jones und der Stab der Könige (2009).

## Handlung
1947: Der Zweite Weltkrieg ist vorbei und der Kalte Krieg hat begonnen. Sowjetische Agenten suchen nach geheimen Kräften, um der UdSSR einen Machtvorteil zu verschaffen. Unter anderem suchen sie in den sagenumwobenen Ruinen des Turms von Babel. Dr. Henry Jones Jr., genannt Indiana, hat sich wieder den Ausgrabungen verschrieben und befindet sich gerade in New Mexico, als er von seiner alten Bekannten Sophia Hapgood aufgesucht wird. Diese ist seit ihrer letzten Begegnung mit Jones allerdings nicht mehr ausschließlich Medium (wie in Indiana Jones and the Fate of Atlantis), sondern Agentin der CIA. Sie bittet ihn, ihnen dabei zu helfen, die Vorgänge in den Ruinen von Babylon genauer unter die Lupe zu nehmen. Die Sowjets betreiben dort unter der Leitung des Physikers Gennadi Volodnikov, der sich eigentlich vor allem mit Dingen wie dem Hyperraum befasst, Ausgrabungen.
In Babylon gelingt es Jones, in die verschollene Bibliothek des Nebukadnezar zu gelangen. Dort erfährt er, dass der antike Turm von Babel offenbar der Standort einer Maschine war, mit der Raum und Zeit überbrückt werden können und ein Übergang in eine andere Welt möglich wird, die Ätherium genannt wird, und Heimat des Gottes Marduk ist. Als die alten Babylonier die Maschine aktiviert hatten, waren sie aus unklaren Gründen derart verängstigt worden, dass sie den Turm niederrissen. Vier babylonische Priester entwendeten jeweils ein wichtiges Bauteil der Maschine und verstreuten sich in alle Himmelsrichtungen, um sicherzustellen, dass die Große Maschine niemals wieder in Gang gesetzt werden kann.
Diese vier Männer (Urgon, Azerim, Taklit und Nub) sicherten den Zugang zu ihrem Teil der Maschine mit übermächtigen Wächtern. In einem Kloster in den Bergen von Kasachstan, dem Heiligtum von Shambala, ist ein Wächter aus purem Eis beherbergt, der Urgons Artefakt bewacht, welches den Effekt freisetzt, instabile Wände und Eis zu zertrümmern. Im Tempel von Palawan, der in einem Vulkan auf den Philippinen gelegen ist, hat Taklit sein unsichtbar machendes Bauteil untergebracht, welches von einem Wesen aus flüssiger Lava bewacht wird. Azerim floh zum Sonnentempel von Teotihuacán in Mexiko und überließ Quetzalcoatl, einer riesigen Schlange, die Bewachung seines Maschinenteils mit dem man, mit Hilfe sogenannter „Kristalle des Himmels“, schweben kann. Das vierte entwendete Teil der Maschine, eine Art unerschöpfliche elektrische Energiequelle, hat Nub in seinem eigenen Grab untergebracht, das von einem riesigen antiken Roboter bewacht wird. Zugang zum unterirdischen Grab, das sich im ehemaligen Nubien befindet, erlangt der Spieler durch die Pyramiden von Meroe.
Wieder zurück in Babylon muss Jones erkennen, dass Simon Turner, Sophias Vorgesetzter, ihn hintergangen hat. Turner will nicht, dass die Anlage mit der Maschine erst über Jahre wissenschaftlich erforscht wird, um sie zu verstehen, sondern will sie sogleich der Regierung der Vereinigten Staaten zur Verfügung stellen, um dieser einen Vorteil gegenüber der Sowjetunion zu verschaffen. Um die Maschine in Gang zu setzen, setzt er auch in vollem Bewusstsein Sophias Leben aufs Spiel. Er appelliert an Jones’ Patriotismus, ihn zu unterstützen. Dieser sieht sich schließlich gezwungen, den fanatisch gewordenen Turner zu töten. Anschließend setzt Jones die Maschine in Gang, wird allerdings bei dem Versuch, Sophia zu befreien, selber mit dieser ins Ätherium befördert. Diese fremde Dimension stellt sich als das Innere einer riesigen Maschine heraus. Dort begegnet Jones schließlich Marduk, der sich weniger als Gott, sondern als bösartiges Wesen herausstellt. Jones gelingt es, diesen zu besiegen, daraufhin löst sich das Ätherium zunehmend auf und wird von der Realität verdrängt. Jones gelingt es, mit Sophia rechtzeitig aus den Ruinen des einstürzenden Turms zu flüchten. Draußen angelangt, treffen sie auf Volodnikov, der sich, obwohl politisch auf der anderen Seite stehend, als durchaus umgänglich und deutlich vernünftiger als Turner herausstellt. Man beschließt, gemeinsam einen Wodka zu trinken und entfernt sich gemeinsam vom Schauplatz.

## Rezeption
Indiana Jones und der Turm von Babel schnitt im Januar 2000 bei den Spielemagazinen positiv ab.
Das Magazin PC Player gab dem Spiel 85 von 100 Punkten und beschreibt, dass er erste optische Eindruck des Spiels ernüchternd sei: „Die Grafik wirkt schlicht, Indy zwergenhaft und teilweise etwas behäbig“. Der Eindruck verbessere sich allerdings im weiteren Spielverlauf „und der Tester fragt sich, warum die stimmungsvollen Lichteffekte nicht schon zu Anfang über die Mattscheibe flimmern.“ Positiv bewertet wurden die abwechslungsreichen Level, die intelligenten Rätsel, die Rahmenhandlung und dass die Synchronstimme von Wolfgang Pampel für Kinostimmung sorge, bemängelt wurde hingegen die Unschärfe von Figuren im Spiel sowie lange Ladezeiten. Roland Austinat meinte abschließend, dass ihm „Indys Sprung in die dritte Dimension besser als alle Laras und Prinzen von Persien zusammen“ gefalle. Das Spiel schnitt mit 85 Punkten dabei etwas besser als das im Jahr zuvor erschienene Tomb Raider 3 ab, das 81 bekam. Sein Kollege Martin Schnelle bezeichnete die Grafik des Spiels als „übel“ und empfand auch den Sound als nur „mäßig“, wenngleich Handlung und Atmosphäre gelungen seien. Auch das ein Jahr später erschienene Tomb Raider IV (80/100) kam laut Austinat „trotz aller grafischer Polierarbeit nicht an die Atmosphäre von Indy heran.“